# Nicholas County (West Virginia)
Nicholas County ist ein County im Bundesstaat West Virginia der Vereinigten Staaten. Der Verwaltungssitz (County Seat) ist Summersville. Das U.S. Census Bureau hat bei der Volkszählung 2020 eine Einwohnerzahl von 24.604 ermittelt.

## Geographie
Das County liegt etwas südöstlich des geographischen Zentrums von West Virginia und hat eine Fläche von 1695 Quadratkilometern, wovon 15 Quadratkilometer Wasserfläche sind. Es grenzt im Uhrzeigersinn an folgende Countys: Braxton County, Webster County, Greenbrier County, Fayatte County und Clay County.

## Geschichte
Nicholas County wurde am 30. Januar 1818 aus Teilen des Kanawha County und des Randolph County gebildet. Benannt wurde es nach Wilson Cary Nicholas, einem US-Senator und Gouverneur von Virginia.

## Demografische Daten

Alterspyramide des Nicholas County

Nach der Volkszählung im Jahr 2000 lebten im Nicholas County 26.562 Menschen in 10.722 Haushalten und 7.762 Familien. Die Bevölkerungsdichte betrug 16 Einwohner pro Quadratkilometer. Ethnisch betrachtet setzte sich die Bevölkerung zusammen aus 98,84 Prozent Weißen, 0,05 Prozent Afroamerikanern, 0,24 Prozent amerikanischen Ureinwohnern, 0,19 Prozent Asiaten, 0,02 Prozent Bewohnern aus dem pazifischen Inselraum und 0,10 Prozent aus anderen ethnischen Gruppen; 0,55 Prozent stammten von zwei oder mehr Ethnien ab. 0,48 Prozent der Bevölkerung waren spanischer oder lateinamerikanischer Abstammung.
Von den 10.722 Haushalten hatten 30,7 Prozent Kinder und Jugendliche unter 18 Jahre, die bei ihnen lebten. 58,7 Prozent waren verheiratete, zusammenlebende Paare, 10,0 Prozent waren allein erziehende Mütter, 27,6 Prozent waren keine Familien, 24,8 Prozent waren Singlehaushalte und in 11,8 Prozent lebten Menschen im Alter von 65 Jahren oder darüber. Die Durchschnittshaushaltsgröße betrug 2,46 und die durchschnittliche Familiengröße lag bei 2,91 Personen.
Auf das gesamte County bezogen setzte sich die Bevölkerung zusammen aus 23,3 Prozent Einwohnern unter 18 Jahren, 8,1 Prozent zwischen 18 und 24 Jahren, 27,6 Prozent zwischen 25 und 44 Jahren, 26,0 Prozent zwischen 45 und 64 Jahren und 15,0 Prozent waren 65 Jahre alt oder darüber. Das Durchschnittsalter betrug 39 Jahre. Auf 100 weibliche Personen kamen 95,6 männliche Personen. Auf 100 Frauen im Alter von 18 Jahren oder darüber kamen statistisch 92,2 Männer.
Das jährliche Durchschnittseinkommen eines Haushalts betrug 26.974 USD, das Durchschnittseinkommen der Familien betrug 32.074 USD. Männer hatten ein Durchschnittseinkommen von 30.508 USD, Frauen 17.964 USD. Das Prokopfeinkommen betrug 15.207 USD. 15,0 Prozent der Familien und 19,2 Prozent der Bevölkerung lebten unterhalb der Armutsgrenze. Davon waren 25,4 Prozent Kinder oder Jugendliche unter 18 Jahre und 13,8 Prozent waren Menschen über 65 Jahre.